# Martha Wygodzinski

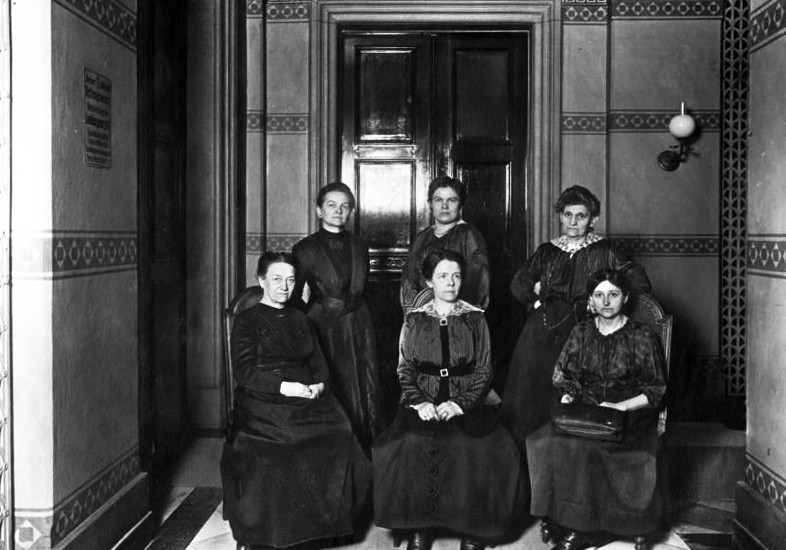
Berliner Stadtverordnete 1919: Martha Hoppe, Helene Schmitz, Martha Wygodzinski, Martha Shiroa, Liesbeth Riedger, Anna Kulicke

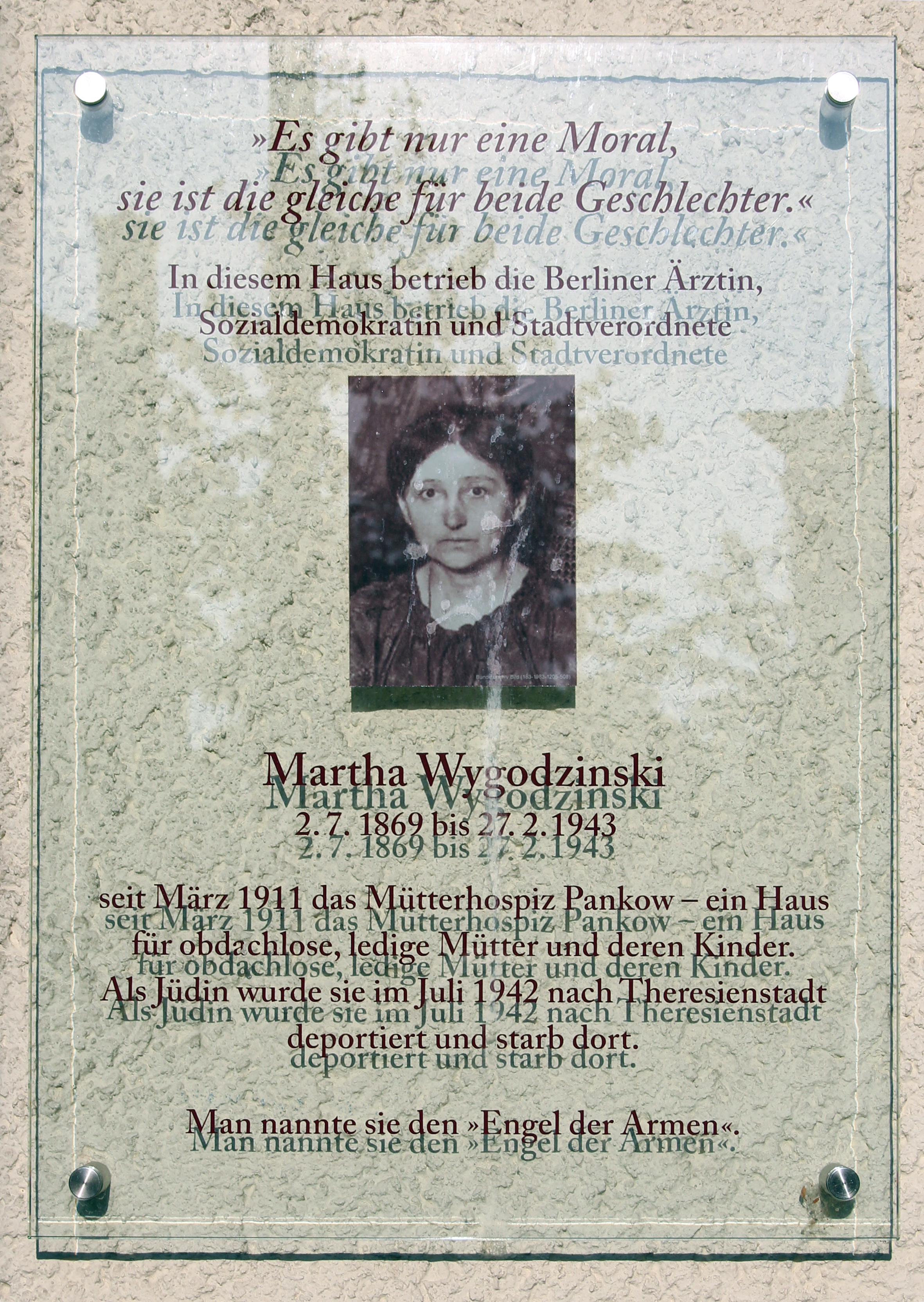
Gedenktafel am Haus, Neue Schönholzer Straße 13, in Berlin-Pankow

Martha Hedwig Wygodzinski (* 2. Juli 1869 in Berlin; † 27. Februar 1943 im KZ Theresienstadt) war eine deutsche Ärztin, Politikerin (SPD) und das erste weibliche Mitglied in der „Berliner Medizinischen Gesellschaft“.

## Leben
Wygodzinski wuchs als Tochter von Max Meir Wÿgodzinski (1834–1909) und dessen Frau Nanny Wÿgodzinski, geb. Sorauer (1836–1920), in einer großbürgerlichen jüdischen Familie in Berlin auf. Eine ihrer drei Schwestern war die SPD-Politikerin Wally Zepler. Der Vater Max Meir Wÿgodzinski war der Stifter des „Israelitischen Lehrerinnenheims“ in Berlin.
Martha Wygodzinski studierte an der Universität Zürich, einer der ersten europäischen Universitäten, die Frauen ein Studium ermöglichten, Medizin. Dieses Studium schloss sie 1898 mit Staatsexamen und einer Promotion über ein Thema aus der Frauenheilkunde ab. Das deutsche Staatsexamen bestand sie 1901 in Halle. Nach ihrer Approbation 1902 arbeitete sie als Volumtärärztin in den Berliner Bezirken Mitte und Prenzlauer Berg. Im selben Jahr wurde sie als erste Frau Mitglied der Berliner Medizinischen Gesellschaft und im Berliner Verein der frei gewählten Kassenärzte. Ihre Arbeit als niedergelassene Ärztin begann Wygodzinski als „Armenärztin“ im Armenviertel Prenzlauer Berg. Sie engagierte sich in der bürgerlichen Frauenbewegung und in der SPD. 1904 wurde sie das erste Mal im Vorwärts als sozialdemokratische Ärztin erwähnt. 1908 schloss sie sich der Vereinigung weiblicher Ärzte – zur Gründung und Erhaltung eines Frauenkrankenhauses in Groß-Berlin an. In Pankow eröffnete sie 1911 zusammen mit Hermine Heusler-Edenhuizen die „Poliklinik für Frauen“, die Heusler-Edenhuizen und Anneliese Bieber nach 1912 weiterführten, und ein Heim für ledige Mütter.
Als Vertreterin der Arbeitsgemeinschaft sozialdemokratischer Ärzte wurde sie 1927 in die Berliner Ärztekammer gewählt. 1933 verlor sie ihr Amt in der Berliner Ärztekammer und wurde aus dem Bund deutscher Ärztinnen ausgeschlossen. Ihre Kassenpraxis konnte sie bis 1935 für jüdische Patientinnen weiterführen. 1938 wurde ihr aufgrund ihrer jüdischen Herkunft die Approbation entzogen. Am 9. Juli 1942 wurde sie nach Theresienstadt (18. Altentransport) deportiert, wo sie acht Monate später starb.

## Politik
Wygodzinski war von 1919 bis 1925 Berliner Stadtverordnete für die SPD. Sie engagierte sich für die Abschaffung des § 218, sprach sich jedoch gegen die Freigabe der Abtreibung aus, wohl aber für die Straffreiheit der Mütter. Statt der Frauen sollten Pfuscher und gewinnsüchtige Ärzte strafrechtlich verfolgt werden. Zudem regte sie an, Prostituierte nicht durch die Sittenpolizei verfolgen zu lassen, sondern eine „Gesundheitspolizei“ einzusetzen.

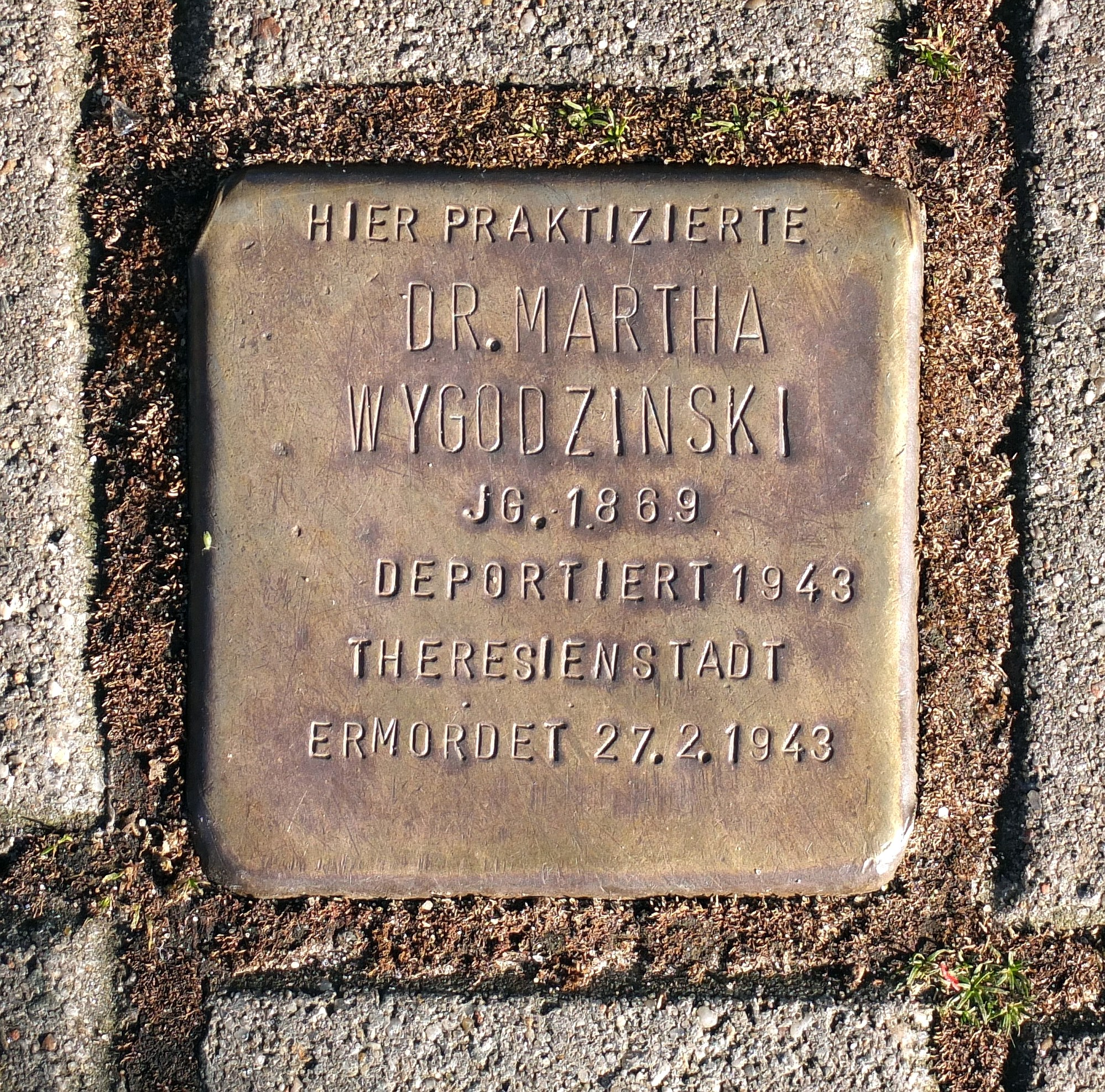
Stolperstein in der Alexanderstraße 25

## Gedenken
Im Berliner Bezirk Mitte erinnert ein „Stolperstein“ in der Alexanderstraße, wo sich ihre Praxis befand, an Martha Wygodzinski. In der Neuen Schönholzer Str. 13 im Berliner Bezirk Pankow erinnert eine Gedenktafel an Wygodzinski. Hier befand sich das von ihr finanzierte und betriebene Heim für obdachlose ledige Mütter und ihre Neugeborenen.